# Wärmeerzeuger (Gebäudeheizung)
Ein Wärmeerzeuger (WEZ) ist ein Begriff aus der Energiewirtschaft, der eine Apparatur, ein Gerät oder eine Anlage bezeichnet, welche als Komponente in einem umfassenderen System einer Gebäudeheizung bzw. Warmwasserbereitung zur Produktion thermischer Energie verwendet wird. Die besagte Komponente besitzt die Aufgabe bzw. Funktion, aus einem oder mehreren Energieträgern thermische Energie zu gewinnen, um letztere über das System schließlich Gebäudenutzern in Form von Wärme oder Warmwasser zur Verfügung zu stellen. Der Begriff des Wärmeerzeugers ist ein Fachbegriff der Energiewirtschaft, der in Physik und Ingenieurwesen unbenutzbar ist.

## EU-Verordnung
Nach der EU-Verordnung Nr. 813/2013, Artikel 2, Absatz 5 produziert ein Wärmeerzeuger die Wärme mittels eines oder mehrerer der folgenden Verfahren: 
„a. Verbrennung von fossilen und/oder Biomasse-Brennstoffen,
b. Nutzung des Joule-Effekts in elektrischen Widerstandsheizelementen,
c. Aufnahme von Umgebungswärme aus Luft, Wasser, Boden und/oder von Abwärme.“ 
Die Absätze 9 bis 11 präzisieren die Brennstoffe:
„9. Biomasse bezeichnet den biologisch abbaubaren Teil von Erzeugnissen, Abfällen und Reststoffen der Landwirtschaft mit biologischem Ursprung (einschließlich pflanzlicher und tierischer Stoffe), der Forstwirtschaft und damit verbundener Wirtschaftszweige einschließlich der Fischerei und der Aquakultur sowie den biologisch abbaubaren Teil von Industrie- und Siedlungsabfällen;
10. Biomasse-Brennstoff bezeichnet einen gasförmigen oder flüssigen, aus Biomasse hergestellten Brennstoff;
11. fossiler Brennstoff bezeichnet einen gasförmigen oder flüssigen Brennstoff fossilen Ursprungs;“
Es handelt sich also in den meisten Fällen (a) um Gas-, Holz- oder Ölverbrennung, (b) um Elektrowärme mittels Heizwiderständen und (c) um Wärmepumpen.